# Carboborita
La carboborita és un mineral de la classe dels borats. Rep el seu nom en al·lusió a la seva composició, que conté els components essencials químics aniònics carbonat i borat.

## Característiques
La carboborita és un borat de fórmula química Ca₂Mg[B(OH)₄]₂(CO₃)₂(H₂O)₄. Cristal·litza en el sistema monoclínic. La seva duresa a l'escala de Mohs és 2.
Segons la classificació de Nickel-Strunz, la carboborita pertany a «06.AC - Monoborats, B(O,OH)₄, amb i sense anions addicionals; 1(T), 1(T)+OH, etc.» juntament amb els següents minerals: sinhalita, pseudosinhalita, behierita, schiavinatoïta, frolovita, hexahidroborita, henmilita, bandylita, teepleïta, moydita-(Y), sulfoborita, lüneburgita, seamanita i cahnita.

## Formació i jaciments
Va ser descoberta l'any 1964 al llac de sal de Da Qaidam, al comtat homònim de la prefectura autònoma mongol i tibetana d'Haixi, a Qinghai (República Popular de la Xina). També a la Xina, ha estat descrita a Dafangshan, a la prefectura de Yantai (Província de Shandong), i a la Regió Autònoma del Tibet. També ha estat trobada al dipòsit de bor de Titovskoe, a Sakhà (Rússia), i a un parell d'indrets del comtat d'Inyo, a Califòrnia (Estats Units): el Death Valley i el Districte del Pic Furnace.